# Astragalus tokachiensis
Astragalus tokachiensis là một loài thực vật có hoa trong họ Đậu. Loài này được T.Yamaz. & Kadota miêu tả khoa học đầu tiên.